# Seelenschmerz
Seelenschmerz è il secondo album in studio del gruppo musicale tedesco Blutengel, pubblicato nel 2001 dalla Out of Line.

## Tracce
1. Welcome to the Suicide (Intro) – 2:52
2. Seelenschmerz – 5:33
3. I'm Dying Alone – 3:46
4. Der Spiegel – 3:32
5. Schmerz 1 - Liebe – 6:13
6. Die with You – 4:49
7. Run Away – 3:58
8. Soul of Ice – 4:50
9. Schmerz 2 - Lust – 2:59
10. Bloody Pleasures – 4:41
11. Children of the Night – 4:56
12. Schmerz 3 - Einsamkeit – 2:05
13. Any Chance? – 6:17
14. Road to Hell – 5:29
15. Schmerz 4 - Tod – 2:28
16. After Death (Outro) – 2:15